# Mike Hanke
Mike Hanke, nemški nogometaš, * 5. november 1983, Hamm, Zahodna Nemčija.
Hanke je upokojeni nogometni igralec, ki je igral na poziciji napadalca.